# Futbol'nyj Klub Zenit-2 Sankt-Peterburg
Il Futbol'nyj Klub Zenit-2 Sankt-Peterburg (in russo Футбольный Клуб «Зенит-2» Санкт-Петербург»?) o più semplicemente Zenit-2 San Pietroburgo o Zenit-2 è una società calcistica russa con sede nella città di San Pietroburgo, seconda squadra dello Zenit San Pietroburgo.

## Storia
Il club fu creato in coincidenza con la dissoluzione dell'Unione Sovietica e la creazione del Campionato russo di calcio. Ha giocato tra i professionisti fin dal 1993; tra il 1994 e il 1997, quando fu collocato in Tret'ja Liga come le altre formazioni riserve, era nota come Zenit-D (in russo Зенит-Д?).
Dal 2015 al 2019 ha militato in seconda serie.